# Bātinīya
Bātinīya (arabisch باطنية, DMG Bāṭinīya ‚Anhänger der bāṭin‘) ist ein von islamischen Autoren wie dem Perser al-Ghazālī (1058–1111) verwendeter pejorativer Begriff zur Bezeichnung derjenigen religiösen Gruppierungen des Islam, die eine innere Bedeutungsebene (bāṭin) im Koran erkennen – einen die Wahrheit enthaltenden inneren Sinn (I. Goldziher).
Die bekannteste Gruppierung der Batiniyya bilden die Ismailiten. In dieser Verwendung wurde den Batiniten von sunnitischen Muslimen die Ablehnung der äußeren Ebene der Schrift (ẓāhir), Rituale und Vorschriften vorgeworfen (vgl. Zahiriten), obwohl fatimidische ismailitische Autoren wie al-Kirmani (gest. ca. 1020) und Nasir Chusrau (11. Jhd.) das Gegenteil behaupteten. Ein anderer sunnitischer Autor, Ibn Taimiya (1263–1328), vereinte unter dem Begriff  bāṭiniyya  einige schiitische Gruppen, Sufis und solche Philosophen wie Ibn Ruschd/Averroes (1126–1198).